# José de Sousa Aragão
José de Sousa Aragão (Cachoeira, 7 de dezembro de 1819 —  Cachoeira, 13 de novembro de 1904), também conhecido como Cazuzinha, foi um violinista, violonista, regente, professor de piano e compositor baiano. É um dos mais célebres compositores de modinhas.

## Biografia
Nascido na cidade de Cachoeira, Cazuzinha foi aluno de José Pereira de Castro e do padre José Pinto de Oliveira. Foi regente da Orquestra Nossa Senhora da Ajuda, a primeira orquestra de Cachoeira. Venceu um concurso musical realizado em Salvador, sendo premiado em concerto com a participação de artistas de renome da época, regidos por Giuseppe Baccigaluppi.
Foi um dos mais célebres compositores de modinhas, sendo reconhecido como um dos "mais brilhantes trovadores baianos" e "o mais popular compositor de modinhas brasileiras", autor de obras como “A Mulher cheia de encantos”, “Quero partir”, “Se Maria visse os encantos”, “A Nebulosa”, “Os sonhos”, “Minha lyra”, “Tarde e bem tarde”, “As bahianas”, “O gigante da pedra” e “Enlevo d’Alma”. Possuem destaque modinhas que homenageiam soldados falecidos na Guerra do Paraguai. Ainda é tido como compositor de missas, credos, hinos, árias, aberturas, marchas fúnebres, dobrados, valsas, polcas e quadrilhas.